# Филарет (Гаврин)
Епи́скоп Филаре́т (в миру Дми́трий Ви́кторович Га́врин; 19 сентября 1973, посёлок Новозавидовский, Калининская область) — архиерей Русской православной церкви, епископ Скадовский и Алешкинский.

## Биография
В 1990 году окончил Новозавидовскую среднюю школу.
В 1996 году окончил механико-технологический факультет Тверского государственного технического университета. Обучаясь в университете, нёс послушание алтарника храма Успения Пресвятой Богородицы села Завидово Конаковского района Тверской епархии. Во время архипастырских визитов в Конаковское благочиние епископа Тверского и Кашинского Виктора прислуживал за архиерейскими богослужениями.
В августе 1996 года принят на работу в экономскую службу Московской духовной академии и семинарии.
В сентябре 1997 года распоряжением ректора МДАиС епископа Верейского Евгения (Решетникова) назначен заместителем эконома Московских духовных школ.
В 2005 года окончил Московскую духовную семинарию, поступил в Киевскую духовную академию.
В сентябре 2008 года назначен преподавателем Киевской духовной семинарии по кафедре Истории древней Церкви и Православия на Руси и заместителем заведующего заочным отделением КДАиС.
21 декабря 2008 года по благословению митрополита Киевского и всея Украины Владимира (Сабодана) ректором Киевских духовных школ архиепископом Бориспольским Антонием (Паканичем) пострижен в монашество с именем Филарет в честь святителя Филарета, митрополита Московского.
2 января 2009 года архиепископом Антонием рукоположён во иеродиакона, 8 января того же года — во иеромонаха.
12 апреля 2009 года в Трапезном храме Киево-Печерской Лавры предстоятелем УПЦ митрополитом Владимиром (Сабоданом) награждён правом ношения креста с украшениями.
13 декабря 2009 года в Трапезном храме Свято-Успенской Киево-Печерской лавры митрополитом Владимиром (Сабоданом) возведён в сан игумена.
Ко дню Святой Пасхи 2011 года награждён крестом с украшениями.
В сентябре 2011 года назначен помощником проректора по воспитательной работе КДАиС.
В августе 2012 года перешёл в клир Тверской епархии и назначен клириком Воскресенского кафедрального собора города Твери.
4 октября 2012 года решением Священного Синода Русской православной церкви избран епископом Бежецким и Весьегонским.
7 октября 2012 года в Троицкой церкви храмового комплекса села Завидово Конаковского района Тверской области митрополитом Тверским и Кашинским Виктором возведён в сан архимандрита.
17 ноября 2012 года в крестовом храме Владимирской иконы Божией Матери в Патриаршей резиденции в Чистом переулке наречён во епископа Бежецкого и Весьегонского.
25 ноября 2012 года в Храме Христа Спасителя хиротонисан во епископа Бежецкого и Весьегонского. Хиротонию совершили: Патриарх Московский и всея Руси Кирилл, митрополит Астанайский и Казахстанский Александр (Могилёв), митрополит Саранский и Мордовский Варсонофий (Судаков), митрополит Тверской и Кашинский Виктор (Олейник), митрополит Владивостокский и Приморский Вениамин (Пушкарь), митрополит Хабаровский и Приамурский Игнатий (Пологрудов), митрополит Нижегородский и Арзамасский Георгий (Данилов), архиепископ Верейский Евгений (Решетников), архиепископ Бориспольский Антоний (Паканич), епископ Биробиджанский и Кульдурский Иосиф (Балабанов); епископ Солнечногорский Сергий (Чашин), епископ Уссурийский Иннокентий (Ерохин), епископ Южно-Сахалинский и Курильский Тихон (Доровских), епископ Петропавловский и Камчатский Артемий (Снигур), епископ Анадырский и Чукотский Серафим (Глушаков), епископ Якутский и Ленский Роман (Лукин), епископ Находкинский и Преображенский Николай (Дутка), епископ Магаданский и Синегорский Иоанн (Павлихин), епископ Благовещенский и Тындинский Лукиан (Куценко), епископ Арсеньевский и Дальнегорский Гурий (Федоров), епископ Николаевский Аристарх (Яцурин), епископ Бикинский Ефрем (Просянок); епископ Амурский и Чегдомынский Николай (Ашимов).
27 мая 2022 года решением Священного Синода РПЦ титул изменён на Бежецкий и Удомельский.
25 июля 2024 года решением Священного синода РПЦ перемещён на кафедру Скадовской епархии. 9 августа 2024 года прибыл на свою новую кафедру.

## Награды
- 2008 — орден преподобного Нестора Летописца III степени (Украинская Православная Церковь).
- 2023 — медаль ордена «За заслуги перед Отечеством» II степени (22 ноября 2023 года) — за вклад в сохранение и развитие духовно-нравственных традиций, многолетнюю плодотворную деятельность[10].